# European Forum for Urban Security
European Forum for Urban Security (Efus) är en europeisk icke-statlig organisation som grundades 1987 i Barcelona under Europarådet. Efus är det enda europeiska nätverket som samlar lokala och regionala myndigheter för att främja samarbete inom brottsförebyggande arbete och urban säkerhet. Organisationen har sitt huvudkontor i Paris och omfattar över 250 städer och regioner från 16 länder.
Efus arbetar för att främja en balanserad syn på säkerhet genom att kombinera brottsförebyggande åtgärder, social sammanhållning och sanktioner. Organisationen stöder lokala myndigheter i att utforma, implementera och utvärdera sina säkerhetspolicys och stärker deras roll på både nationell och europeisk nivå. Efus har rådgivande status inom Förenta nationerna, Europarådet och Europeiska kommissionen och är medlem i flera internationella nätverk, inklusive Civil Society Forum on Drugs och Global Network on Safer Cities, och är även en grundande medlem av International Centre for the Prevention of Crime. Utöver sitt arbete i Europa stödjer Efus även utvecklingen av brottsförebyggande forum i Afrika och Latinamerika.
Efus organiserar EU-finansierade utbytesprojekt, utbildningsprogram och tekniska biståndsuppdrag för sina medlemmar och hjälper dem att få tillgång till EU-medel. Organisationen främjar principen "städer hjälper städer" genom att medlemmarna delar med sig av sina erfarenheter och expertis för att stärka sina lokala säkerhetspolicys och bidra till utvecklingen av europeiska brottsförebyggande strategier. Efus representerar också sina medlemmar på olika regeringsnivåer för att föra fram sina principer och bygga broar mellan medborgare, lokala myndigheter och nationella och europeiska beslutsfattare.
Efus leds av ett exekutivkommitté bestående av 33 städer, som väljs årligen av forumets medlemsstäder. För närvarande är Willy Demeyer, borgmästare i Liège, ordförande, med vice ordförandeskap från städerna Amiens (Frankrike), Rotterdam (Nederländerna), Stuttgart (Tyskland) och Generalitat de Catalunya (Spanien).
Nationella forum har etablerats i Belgien, Frankrike, Tyskland, Italien, Nederländerna, Portugal och Spanien. Dessa nationella forum fungerar som plattformar för att främja samarbete och utbyte av bästa praxis inom urban säkerhet på nationell nivå.